# Derde bedijking der Mijdrechtse droogmakerij
De Derde bedijking der Mijdrechtse droogmakerij was een waterschap in de gemeente Mijdrecht, in de Nederlandse provincie Utrecht. Het fuseerde in 1976 met een aantal andere waterschappen tot het waterschap De Proosdijlanden. Thans maakt de polder deel uit van het Hoogheemraadschap Amstel, Gooi en Vecht.
De polder is in 1864 drooggelegd, hoewel de bemaling in 1852 is gestart.